# Ligas autonómicas de hockey sobre patines 2014-15
Las Ligas autonómicas 2014-15 fueron una serie de competiciones que se desarrollaron en los niveles tercero, cuarto y quinto del campeonato español de hockey sobre patines, por debajo de los dos primeros niveles nacionales. Fueron organizadas por las distintas federaciones autonómicas de patinaje y coordinadas entre sí por la  Real Federación Española de Patinaje.
El tercer nivel es el sucesor de la antigua Segunda División española, posteriormente denominada Primera División B. A partir de esta temporada se crea la OK Liga Bronce en sustitución de las anteriores fases de ascenso, de forma que el tercer nivel queda dividido en una primera fase de la temporada compuesto por seis ligas de carácter autonómico o pluriautonómico, y una segunda fase en la que los equipos mejor clasificados disputan la OK Liga Bronce organizada por la federación española, la cual otorga los ascensos a la Primera División (segundo nivel del campeonato).
Los dos niveles restantes de las ligas autonómicas fueron organizados libremente por las respectivas federaciones autonómicas.

## Tercer nivel
El tercer nivel del campeonato español de hockey sobre patines está compuesto por seis ligas autonómicas agrupadas en tres sectores, ascendiendo directamente a Primera División el campeón del sector catalán, y pasando los mejores clasificados de las restantes ligas a disputar el ascenso mediante la OK Liga Bronceː
- Sector Cataluña: Liga Nacional Catalana.
- Sector Norte: Primera Autonómica de Asturias, Primera Autonómica de Galicia, y Liga Norte.
- Sector Sur: Primera Autonómica de Madrid, y Liga Sur.

## Cuarto nivel
El cuarto nivel del campeonato español de hockey sobre patines está compuesto por cuatro ligas autonómicas organizadas por sus respectivas federaciones regionales, decidiendo cada una de ellas si existe sistema de ascensos y descensos respecto a los otros niveles de la competición.

## Quinto nivel
El quinto nivel del campeonato español de hockey se disputa únicamente en Cataluña, al ser esta la única comunidad que cuenta con clubes suficientes para organizar una tercera categoría autonómica.

### Segunda División Catalana.
Compuesta por 68 equipos divididos en cinco grupos, todos ellos de Cataluña. Ascienden a la Primera División Catalana los cinco campeones de grupo, mientras que los mejores clasificados diputan disputan una promoción de ascenso frente a los peores clasificados de la categoría superior. No se producen descensos al tratarse de la última categoría que se disputa en esta comunidad.